# Gaspé
Gaspé es una ciudad de la provincia de Quebec, Canadá. Está ubicada en el condado regional de La Côte-de-Gaspé y a su vez, en la región administrativa de Gaspésie–Îles-de-la-Madeleine. Hace parte de las circunscripciones electorales de Gaspé a nivel provincial y de Gaspésie−Îles-de-la-Madeleine a nivel federal.

## Geografía
Gaspé se encuentra ubicada en las coordenadas 48°50′00″N 64°28′00″O / 48.83333, -64.46667. Según Statistics Canada, tiene una superficie total de 1121,07 km² y es una de las 1135 municipalidades en las que está dividido administrativamente el territorio de la provincia de Quebec.

### Clima
| Parámetros climáticos promedio de Gaspé (1981-2010) | Parámetros climáticos promedio de Gaspé (1981-2010) | Parámetros climáticos promedio de Gaspé (1981-2010) | Parámetros climáticos promedio de Gaspé (1981-2010) | Parámetros climáticos promedio de Gaspé (1981-2010) | Parámetros climáticos promedio de Gaspé (1981-2010) | Parámetros climáticos promedio de Gaspé (1981-2010) | Parámetros climáticos promedio de Gaspé (1981-2010) | Parámetros climáticos promedio de Gaspé (1981-2010) | Parámetros climáticos promedio de Gaspé (1981-2010) | Parámetros climáticos promedio de Gaspé (1981-2010) | Parámetros climáticos promedio de Gaspé (1981-2010) | Parámetros climáticos promedio de Gaspé (1981-2010) | Parámetros climáticos promedio de Gaspé (1981-2010) |
| Mes                                                 | Ene.                                                | Feb.                                                | Mar.                                                | Abr.                                                | May.                                                | Jun.                                                | Jul.                                                | Ago.                                                | Sep.                                                | Oct.                                                | Nov.                                                | Dic.                                                | Anual                                               |
| --------------------------------------------------- | --------------------------------------------------- | --------------------------------------------------- | --------------------------------------------------- | --------------------------------------------------- | --------------------------------------------------- | --------------------------------------------------- | --------------------------------------------------- | --------------------------------------------------- | --------------------------------------------------- | --------------------------------------------------- | --------------------------------------------------- | --------------------------------------------------- | --------------------------------------------------- |
| Temp. máx. abs. (°C)                                | 14.4                                                | 13.7                                                | 21.1                                                | 27.5                                                | 31.8                                                | 36.0                                                | 34.8                                                | 35.0                                                | 33.2                                                | 29.4                                                | 22.2                                                | 15.6                                                | 36.0                                                |
| Temp. máx. media (°C)                               | −5.9                                                | −4.6                                                | 0.4                                                 | 6.4                                                 | 14.0                                                | 19.8                                                | 23.2                                                | 22.6                                                | 17.9                                                | 10.8                                                | 4.0                                                 | −2.3                                                | 8.9                                                 |
| Temp. media (°C)                                    | −11.6                                               | −10.6                                               | −5.3                                                | 1.5                                                 | 7.7                                                 | 13.1                                                | 16.8                                                | 16.1                                                | 11.6                                                | 5.6                                                 | −0.2                                                | −6.9                                                | 3.1                                                 |
| Temp. mín. media (°C)                               | −17.3                                               | −16.5                                               | −10.8                                               | −3.3                                                | 1.3                                                 | 6.3                                                 | 10.4                                                | 9.5                                                 | 5.2                                                 | 0.3                                                 | −4.4                                                | −11.4                                               | −2.6                                                |
| Temp. mín. abs. (°C)                                | −41.7                                               | −38.9                                               | −32.8                                               | −20.6                                               | −11.7                                               | −3.9                                                | −1.1                                                | −1.9                                                | −7.2                                                | −12.2                                               | −23.3                                               | −32.2                                               | −41.7                                               |
| Precipitación total (mm)                            | 87.5                                                | 65.1                                                | 98.4                                                | 90.0                                                | 89.2                                                | 79.6                                                | 100.3                                               | 93.7                                                | 81.6                                                | 121.3                                               | 111.4                                               | 116.9                                               | 1135.1                                              |
| Lluvias (mm)                                        | 16.2                                                | 7.8                                                 | 27.3                                                | 50.2                                                | 84.1                                                | 79.6                                                | 100.3                                               | 93.7                                                | 81.6                                                | 116.1                                               | 75.8                                                | 46.5                                                | 779.2                                               |
| Nevadas (cm)                                        | 80.2                                                | 63.2                                                | 71.8                                                | 36.8                                                | 4.6                                                 | 0.0                                                 | 0.0                                                 | 0.0                                                 | 0.0                                                 | 4.0                                                 | 36.2                                                | 75.0                                                | 371.8                                               |
| Días de precipitaciones (≥ 0.2 mm)                  | 14.8                                                | 12.1                                                | 13.9                                                | 13.0                                                | 13.9                                                | 13.0                                                | 15.4                                                | 12.9                                                | 11.9                                                | 14.6                                                | 14.6                                                | 16.2                                                | 166.3                                               |
| Días de lluvias (≥ 0.2 mm)                          | 2.3                                                 | 2.0                                                 | 4.0                                                 | 8.8                                                 | 13.7                                                | 13.0                                                | 15.4                                                | 12.9                                                | 11.9                                                | 14.1                                                | 8.9                                                 | 4.5                                                 | 111.4                                               |
| Días de nevadas (≥ 0.2 cm)                          | 13.7                                                | 11.4                                                | 11.7                                                | 6.7                                                 | 1.3                                                 | 0.0                                                 | 0.0                                                 | 0.0                                                 | 0.0                                                 | 1.5                                                 | 8.0                                                 | 14.3                                                | 68.5                                                |
| Horas de sol                                        | 106.4                                               | 128.6                                               | 154.0                                               | 162.5                                               | 211.7                                               | 236.7                                               | 251.3                                               | 231.8                                               | 176.8                                               | 131.5                                               | 90.1                                                | 88.5                                                | 1970.1                                              |
| Humedad relativa (%)                                | 65.3                                                | 62.6                                                | 62.1                                                | 61.0                                                | 58.0                                                | 59.3                                                | 63.4                                                | 62.0                                                | 62.7                                                | 64.9                                                | 70.0                                                | 71.5                                                | 63.6                                                |
| Fuente: Environment Canada                          |                                                     |                                                     |                                                     |                                                     |                                                     |                                                     |                                                     |                                                     |                                                     |                                                     |                                                     |                                                     |                                                     |

## Demografía
Según el censo de 2011, había 15 163 personas residiendo en esta ciudad con una densidad poblacional de 13,5 hab./km². Los datos del censo mostraron que de las 14 834 personas censadas en 2006, en 2011 hubo un aumento poblacional de 329 habitantes (2,2%). El número total de inmuebles particulares resultó de 6897 con una densidad de 6,15 inmuebles por km². El número total de viviendas particulares que se encontraban ocupadas por residentes habituales fue de 6438.